# Haagi lõugas
Haagi lõugas är en vik i Estland. Den ligger i landskapet Saaremaa (Ösel), i den västra delen av landet, 200 km sydväst om huvudstaden Tallinn. Den ligger vid udden Hundsort och halvön Harilaid på Ösels nordväst kust möt Östersjön. Den tillhörde Kihelkonna kommun fram till kommunreformen 2017 då samtliga öns kommuner slogs samman till Ösels kommun.